# Agnotologia
Agnotologia – badania kulturalnie uwarunkowanej niewiedzy lub wątpliwości, w szczególności publikowania niedokładnych lub wprowadzających w błąd danych naukowych. Neologizm został utworzony przez Roberta N. Proctora, profesora historii nauki i techniki na Uniwersytecie Stanforda.
Nazwa „agnotologia” pochodzi z greckich słów ἄγνωσις, agnōsis oraz -λογία, -logia. W ogólności termin nawiązuje do stającej się coraz powszechniejszą sytuacji, gdzie uzyskanie przez kogoś więcej wiedzy na temat jakiegoś zagadnienia skutkuje zwiększeniem wątpliwości i niepewności w stosunku do sytuacji sprzed jej poznania.
Niektórymi z przyczyn ignorancji wywołanej czynnikami kulturowymi są: niedbałość mediów, tajemnice i cenzura przemysłowa lub państwowa, niszczenie dokumentów oraz mnóstwo form selekcji polityczno-kulturowej, zaniedbań czy lekceważenia.
Podstawowym przykładem rozmyślnego promowania ignorancji podawanym przez Proctora są kampanie reklamowe przemysłu tytoniowego, których celem jest generowanie wątpliwości na temat nowotworów i innych konsekwencji zdrowotnych używania tytoniu. Pod płaszczykiem nauki przemysł przeprowadzał badania różnych aspektów poza ryzykiem związanym z paleniem papierosów w celu wzbudzania wątpliwości.
Agnotologia skupia się na badaniu dlaczego i w jaki sposób różne formy wiedzy nie stają się powszechnie znane, są ignorowane lub odkładane na bok. Przykładem jest tektonika płyt, której odkrycie i naukowy konsensus potwierdzający hipotezę były opóźnione w czasie przez utajnienie przez wojsko niektórych znanych danych w związku z rozwojem broni podwodnej.